# Kommission für die Bundesstatistik (Schweiz)
Die Kommission für die Bundesstatistik (BStatK) ist ein Schweizer Beratungsorgan für den Bundesrat, das Bundesamt für Statistik und die übrigen Statistikproduzenten des Bundes. 

## Organisation
Sie umfasst hochrangige Vertreter der Kantone und Gemeinden, der Wirtschaft, der Sozialpartner, der Wissenschaft, der Schweizerischen Nationalbank sowie der Bundesverwaltung. Die Kommission wurde mit der Ernennung ihrer Mitglieder durch den Bundesrat am 10. November 1993 konstituiert. Ihre rechtlichen Grundlagen bestehen im Bundesstatistikgesetz vom 9. Oktober 1992 und der Verordnung vom 30. Juni 1993 über die Durchführung von statistischen Erhebungen des Bundes.
Unterstellt ist die Kommission für die Bundesstatistik dem Eidgenössischen Departement des Innern. Sie wird von einem Vertreter der Wissenschaft präsidiert und in der Regel drei Mal pro Jahr einberufen.

## Aufgaben der Kommission für die Bundesstatistik
Im Mittelpunkt der Arbeiten der Kommission für die Bundesstatistik steht die Begleitung und Überprüfung des statistischen Mehrjahresprogramms für die Bundesstatistik. Dazu gehört unter anderem auch die Erstellung eines jährlichen Berichts bezüglich Zustand und Entwicklung der Bundesstatistik zuhanden des Bundesrats. Weitere Aufgaben der Kommission für die Bundesstatistik bestehen in der Verabschiedung von durch das BFS erarbeiteten Empfehlungen und Richtlinien sowie in der Begutachtung von Vorhaben bezüglich Einführung, Aufhebung oder Änderung bedeutsamer Statistiken und bezüglich wichtiger bereichsübergreifender Projekte.
Schliesslich ist die Kommission für die Bundesstatistik zuständig für die Förderung der Zusammenarbeit und Koordination der amtlichen Statistikproduzenten sowie für die Beurteilung der Diffusionspolitik im Bereich der statistischen Informationen. Ganz allgemein besteht die Rolle der Kommission für die Bundesstatistik darin, darauf zu achten, dass die amtliche Statistik den Anforderungen einer demokratischen Gesellschaft entspricht und dazu beizutragen, den zukünftigen Bedarf an statistischer Information einzuschätzen.

### Statistisches Mehrjahresprogramm
Das Bundesamt für Statistik erstellt in Zusammenarbeit mit den anderen Statistikstellen des Bundes und nach Konsultation der interessierten Kreise für jede Legislaturperiode ein Mehrjahresprogramm (MJP) der statistischen Tätigkeiten auf Bundesebene. Das Mehrjahresprogramm basiert auf dem Bundesstatistikgesetz und dient einer transparenten und umfassenden Planung der Bundesstatistik. Es gibt Auskunft über die wichtigen Arbeiten der Bundesstatistik, den jeweiligen finanziellen und personellen Aufwand des Bundes und über die vorgesehene internationale Zusammenarbeit. Ausserdem gibt es dem Parlament die Möglichkeit, die vorgesehenen statistischen Arbeiten im Verhältnis zu seinen politischen Zielen zu überprüfen und sich dazu zu äussern.